# Band on the Run
Band on the Run là album thứ ba của ban nhạc Wings (được ghi cho Paul McCartney & Wings). Đây là album thành công nhất của ban nhạc này và cũng là album thành công nhất của Paul McCartney thời kỳ hậu-Beatles. Đây cũng là album bán chạy nhất năm 1974 tại Anh và Úc, từ đó làm thay đổi hoàn toàn những đánh giá về McCartney.
Năm 2000, tạp chí Q xếp album ở vị trí số 75 trong danh sách "100 album của Anh xuất sắc nhất". Năm 2012, nó nằm ở vị trí số 418 trong danh sách "500 album vĩ đại nhất" của tạp chí Rolling Stone. Jon Laudau, cây viết của Rolling Stone, đánh giá album là "một chút khác biệt so với Plastic Ono Band của John Lennon, một bản thu mượt mà nhất có thể của một trong những thành viên của bộ tứ từng được gọi là Beatles".
Đây là album cuối cùng mà McCartney cộng tác với hãng đĩa Apple.

## Danh sách ca khúc
Tất cả các ca khúc được viết bởi Paul và Linda McCartney, ngoại trừ ca khúc "No Words" được viết bởi Paul McCartney và Denny Laine.
| Mặt A | Mặt A             | Mặt A      |
| STT   | Nhan đề           | Thời lượng |
| ----- | ----------------- | ---------- |
| 1.    | "Band on the Run" | 5:10       |
| 2.    | "Jet"             | 4:06       |
| 3.    | "Bluebird"        | 3:22       |
| 4.    | "Mrs Vandebilt"   | 4:38       |
| 5.    | "Let Me Roll It"  | 4:47       |

| Mặt B | Mặt B                                                              | Mặt B      |
| STT   | Nhan đề                                                            | Thời lượng |
| ----- | ------------------------------------------------------------------ | ---------- |
| 6.    | "Mamunia"                                                          | 4:50       |
| 7.    | "No Words"                                                         | 2:33       |
| 8.    | "Helen Wheels" (ấn bản tại Mỹ và quốc tế, không phát hành tại Anh) | 3:34       |
| 9.    | "Picasso's Last Words (Drink to Me)"                               | 5:50       |
| 10.   | "Nineteen Hundred and Eighty-Five"                                 | 5:27       |

| Bonus track trong ấn bản năm 1993 The Paul McCartney Collection | Bonus track trong ấn bản năm 1993 The Paul McCartney Collection | Bonus track trong ấn bản năm 1993 The Paul McCartney Collection |
| STT                                                             | Nhan đề                                                         | Thời lượng                                                      |
| --------------------------------------------------------------- | --------------------------------------------------------------- | --------------------------------------------------------------- |
| 11.                                                             | "Country Dreamer"                                               | 3:08                                                            |

## Đánh giá
| Đánh giá chuyên môn       | Đánh giá chuyên môn |
| Nguồn đánh giá            | Nguồn đánh giá      |
| Nguồn                     | Đánh giá            |
| ------------------------- | ------------------- |
| AllMusic                  | [ 4 ]               |
| Blender                   |                     |
| Robert Christgau          | C+                  |
| Rolling Stone             | tích cực            |
| Rolling Stone             | [ 6 ]               |
| Rolling Stone Album Guide | [ 7 ]               |
| MusicHound                | [ 8 ]               |